# Salario social
El salario social es el salario que se recibe de la administración pública local, territorial o estatal cuando se está desempleado y no se tiene un mínimo nivel de ingresos o los ingresos son nulos El salario social pretende garantizar unos ingresos mínimos a los ciudadanos o familias que están en esta situación de alto riesgo de marginación, precarización y exclusión social para que dispongan de una renta mínima que les permita una supervivencia con una mínima dignidad.

## Definición de Salario social
El salario social es una prestación de carácter económico periódico que pretende garantizar, a aquellas personas que carecen de recursos económicos suficientes, sus necesidades básicas. El cálculo del salario social se hace teniendo en cuenta si existen ingresos -aunque sean mínimos-, las condiciones de vida, así como los miembros del grupo familiar.
Las ayudas y subsidios relacionados con el concepto de "salario social" reciben en la práctica diversos nombres. En el 2020 España creó un salario social de carácter permanente para los hogares más vulnerables. Esta prestación recibe el nombre de ingreso mínimo vital.

### Contraprestaciones al salario social
Al recibir el salario social básico los perceptores se compromenten a participación en programas integrales que faciliten su incorporación e inserción social. de las personas y colectivos en riesgo de exclusión, fundamentalmente en materia de salud, vivienda, educación, formación y empleo.

## El salario social - Derechos económicos y sociales
Derechos económicos, sociales y culturales
Cabría interpretar que el salario social puede incluirse como un derecho económico y social incluido dentro de los Derechos económicos, sociales y culturales que tienen la categoría de Derechos humanos.,
El Pacto Internacional de Derechos Económicos, Sociales y Culturales (PIDESC) de 1966 establece en su artículo 7 que los trabajadores -y puede extenderse también los desempleados- tendrán:

Artículo 7 a, ii PIDESC. Los Estados Partes en el presente Pacto reconocen el derecho de toda persona al goce de condiciones de trabajo equitativas y satisfactorias que le aseguren en especial:

a) Una remuneración que proporcione como mínimo a todos los trabajadores:

i) Un salario equitativo e igual por trabajo de igual valor, sin distinciones de ninguna especie; en particular, debe asegurarse a las mujeres condiciones de trabajo no inferiores a las de los hombres, con salario igual por trabajo igual.

ii) Condiciones de existencia dignas para ellos y para sus familias conforme a las disposiciones del presente Pacto.>

## El salario social versus renta básica universal
El salario social solamente lo reciben quienes estén en una situación de exclusión social por falta de ingresos mínimos. No se puede identificar con el concepto de renta básica universal o ingreso ciudadano.
La renta básica universal (R) o ingreso ciudadano (IC), según la define la Red Renta Básica, es un ingreso pagado por el estado, como derecho de ciudadanía, a cada miembro de pleno derecho o residente de la sociedad incluso si no quiere trabajar de forma remunerada, sin tomar en consideración si es rico o pobre o, dicho de otra forma, independientemente de cuáles puedan ser las otras posibles fuentes de renta, y sin importar con quien conviva.

## El salario social vs. trabajo garantizado
Una alternativa al salario social y también a la renta básica se propone por los defensores del trabajo garantizado. La medida es una propuesta de política económica por la que un gobierno se compromete a ofrecer un empleo a todo aquel que quiera trabajar. El trabajo garantizado pretende, según sus promotores, dar una solución sostenible al problema dual de la inflación y el desempleo. Su objetivo es conseguir tanto el pleno empleo como la estabilidad de precios. El término está relacionado con el concepto del Estado como empleador de última instancia ya que estaría obligado a ofrecer, a los desempleados que lo demandaran, un puesto de trabajo en condiciones salariales y laborales dignas.